# Јерменија на Летњим олимпијским играма 2012.
Јерменија је на Летњим олимпијским играма 2012. у Лондону учествовала са 25 спортиста који су се такмичили у 9 спортова. Било је то пето по реду учешће ове земље на ЛОИ (укупно 10) од стицања независности.
Заставу Јерменије на свечаном отварању игара 27. јула носио је теквондиста Арман Јеремјан.